# Ignacy Bohusz
Ignacy Bohusz herbu Odyniec (ur. ok. 1720 w Woydzgeniach, zm. 29 października 1778 w Warszawie) – sekretarz Generalności konfederacji barskiej, podwojewodzi wileński w latach 1763–1764, pisarz grodzki wileński w latach 1762–1763, surogator pisarza ziemskiego wileńskiego, miecznik wileński w latach 1752–1778, klucznik wileński w latach 1746/1748-1752, starosta dorsuniski, pisarz polityczny, prawnik.
Był synem Józefa Antoniego, miecznika wileńskiego, i Wiktorii ze Świętorzeckich.
W 1746 został klucznikiem wileńskim, regent ziemski wileński od 1752. W tym też roku został jako klient miecznika litewskiego Karola Stanisława Radziwiłła Panie Kochanku regentem Trybunału Litewskiego. Na jego polecenie zredagował dekret potwierdzający szlachectwo Matuszewiczów, czym naraził się przeciwnikowi Radziwiłła kanclerzowi wielkiemu litewskiemu Michałowi Fryderykowi Czartoryskiemu. W roku następnym trybunał pod laską stronnika Czartoryskich podskarbiego wielkiego litewskiego Jana Jerzego Flemminga oskarżył Bohusza o płatną protekcję i zakazał piastowania urzędów. Dopiero w 1757 został oczyszczony z tych zarzutów.
Poseł litewski na sejm 1760 roku z województwa inflanckiego. Poseł na sejm nadzwyczajny 1761 roku z województwa wileńskiego. Został wypróbowanym, jednym z najbliższych współpracowników Karola Stanisława Radziwiłła (od 1762 wojewody wileńskiego). W jego imieniu instruował sejmiki ziemskie. Był posłem na sejm 1762 roku. W 1763 został podwojewodzim wileńskim, wybrany wicemarszałkiem Trybunału Litewskiego.
W czasie zamachu stanu przeprowadzonego w 1764 przez Familię Czartoryskich, wspieraną przez wojska rosyjskie, w towarzystwie Radziwiłła zbrojnie wyruszył do Warszawy, gdzie na sejmie konwokacyjnym złożył stanowczy protest przeciwko złamaniu praw Rzeczyspospolitej. 26 czerwca wziął udział w bitwie wojsk radziwiłłowskich z Rosjanami pod Słonimem. Zagrożony zresztowaniem, wraz ze swoim protektorem uszedł na Wołoszczyznę.
Sąd konfederacki Czartoryskich skazał go 16 sierpnia na więzienie i konfiskatę całego majątku.
Przebywał na Słowacji, gdzie we wrześniu 1769 w Zborovie został sekretarzem marszałka litewskiego konfederacji barskiej Michała Jana Paca. Został wkrótce faktycznym przywódcą Generalności konfederackiej, redagując liczne dekrety, odezwy i akty prawne w jej imieniu. 13 października 1770 w Preszowie konfederacja uchwaliła napisany przez niego akt detronizacji króla Stanisława Augusta Poniatowskiego. Po 1772 brał udział w wielu zjazdach kombatantów barskich w Bawarii.
Był zwolennikiem reform ustrojowych państwa. Z jego inspiracji Michał Wielhorski nawiązał kontakt z Gabrielem Mably i Janem Jakubem Rousseau, który zaowocował napisaniem przez nich wskazówek dotyczących zmiany ustroju upadającego państwa.
W 1773 napisał wydane w Londynie dzieło potępiające I rozbiór Polski – Examen du système des Cours de Vienne, Pétersburg et Berlin concernant le démembrement de Pologne.
W 1778 powrócił do kraju, pogodził się z królem i został wybrany posłem na sejm z województwa smoleńskiego.